# Roemenië op de Olympische Zomerspelen 1964
Roemenië nam deel aan de Olympische Zomerspelen 1964 in Tokio, Japan. Het haalde twee gouden medailles. Bij de vorige editie waren dit er nog drie.

## Medailleoverzicht
| Sport       | Olympiër                                                   | Onderdeel                | Medaille |
| ----------- | ---------------------------------------------------------- | ------------------------ | -------- |
| Atletiek    | Iolanda Balaș                                              | hoogspringen (v)         | Goud     |
| Atletiek    | Mihaela Peneș                                              | speerwerpen (v)          | Goud     |
| Kanovaren   | Andrei Igorov                                              | C-1 1000m (m)            | Zilver   |
| Kanovaren   | Hilde Laue                                                 | K-1 500m (v)             | Zilver   |
| Schietsport | Ion Tripsa                                                 | 25m snelvuurpistool (m)  | Zilver   |
| Worstelen   | Valeriu Bularca                                            | -70kg Grieks-Romeins (m) | Zilver   |
| Atletiek    | Lia Manoliu                                                | discuswerpen (v)         | Brons    |
| Kanovaren   | Aurel Vernescu                                             | K-1 1000m (m)            | Brons    |
| Kanovaren   | Simion Cuciuc Atanase Sciotnic Mihai Turcas Aurel Vernescu | K-4 10000m (m)           | Brons    |
| Kanovaren   | Hilde Lauer Cornelia Sideri                                | K-2 500m (v)             | Brons    |
| Worstelen   | Dumitru Pîrvulescu                                         | -52kg Grieks-Romeins (m) | Brons    |
| Worstelen   | Ion Cernea                                                 | -57kg Grieks-Romeins (m) | Brons    |

## Deelnemers en resultaten

### Atletiek
| Olympiër              | Discipline             | Resultaat                                            | Prestatie                                                    |
| --------------------- | ---------------------- | ---------------------------------------------------- | ------------------------------------------------------------ |
| Valeriu Jurcă         | 200m (m)               | 38e                                                  | serie 8: 6de in 21,8                                         |
| Andrei Barabaș        | 5000m (m)              | 16e                                                  | serie 1: 4de in 14.00,2                                      |
| Andrei Barabaș        | 10000m (m)             | DNF                                                  | niet gefinisht                                               |
| Valeriu Jurcă         | 400m horden (m)        | 22e                                                  | serie 3: 6de in 52,7                                         |
| Dumitru Chitoban      | marathon (m)           | DNS                                                  | niet gestart                                                 |
| Constantin Grecescu   | marathon (m)           | 36e                                                  | 2:30.42,6                                                    |
| Baruch Elias          | 20km snelwandelen (m)  | DNS                                                  | niet gestart                                                 |
| Andrei Savescu        | 20km snelwandelen (m)  | DNS                                                  | niet gestart                                                 |
| Emil Dragan           | 50km snelwandelen (m)  | DNS                                                  | niet gestart                                                 |
| Ilie Popa             | 50km snelwandelen (m)  | 28e                                                  | 4:57.40,8                                                    |
| Constantin Badea      | verspringen (m)        | DNS                                                  | niet gestart                                                 |
| Șerban Ciochină       | hink-stap-springen (m) | 5e                                                   | kwalificatie groep A: 8ste met 15,81m finale: 5de met 16,23m |
| Gheorghe Zembresteanu | kogelstoten (m)        | DNS                                                  | kwalificatie groep A: niet gestart                           |
| Nicolae Murafa        | kogelslingeren (m)     | DNS                                                  | kwalificatie: niet gestart                                   |
|                       |                        |                                                      |                                                              |
| Viorica Viscopoleanu  | verspringen (v)        | 5e                                                   | kwalificatie groep A: 3de met 6,37m finale: 5de met 6,35m    |
| Iolanda Balaș         | hoogspringen (v)       | Goud                                                 | kwalificatie groep B: 1ste met 1,70m finale: 1ste met 1,90m  |
| Ana Maria Sălăjan     | kogelstoten (v)        | 8e                                                   | kwalificatie: 9de met 15,31m finale: 8ste met 15,83m         |
| Olimpia Cataramă      | discuswerpen (v)       | 8e                                                   | kwalificatie: 5de met 53,20m finale: 8ste met 53,08m         |
| Lia Manoliu           | Brons                  | kwalificatie: 4de met 53,64m finale: 3de met 56,97m  |                                                              |
| Maria Diaconescu      | speerwerpen (v)        | 6e                                                   | kwalificatie: 7de met 51,12m finale: 6de met 53,71m          |
| Mihaela Peneș         | Goud                   | kwalificatie: 6de met 51,19m finale: 1ste met 60,54m |                                                              |

### Boksen
| Olympiër             | Discipline  | Resultaat | Prestatie |
| -------------------- | ----------- | --------- | --- |
| Constantin Ciucă     | -51kg (m)   | 5e        | 1ste ronde: W van CAN Henry: scheidsrechterlijke beslissing 2de ronde: W van CEY van Cuylenburg: 5-0 kwartfinale: V van POL Olech: 0-5   |
| Nicolae Puiu         | -54kg (m)   | 5e        | 1ste ronde: W van NRH van der Walt: scheidsrechterlijke beslissing 2de ronde: W van USA Johnson: 5-0 kwartfinale: V van JPN Sakurai: 0-5 |
| Constantin Crudu     | -57kg (m)   | 5e        | 1ste ronde: W van CUB Caminero: 4-1 2de ronde: W van FIN Limmonen: 3-2 kwartfinale: V van URS Stepashkin: scheidsrechterlijke beslissing |
| Iosif Mihalic        | -63,5kg (m) | 5e        | 1ste ronde: W van AUT König: scheidsrechterlijke beslissing 2de ronde: W van ITA Fasoli: 4-1 kwartfinale: V van POL Kulej: 1-4           |
| Constantin Niculescu | -67kg (m)   | 9e        | 1ste ronde: W van MEX Ramírez: 5-0 2de ronde: V van UGA Mabwa: 2-3                                                                       |
| Vasile Mirza         | -71kg (m)   | 5e        | 1ste ronde: W van KOR Lee: 5-0 2de ronde: W van RAU El-Nahas: 3-2 kwartfinale: V van POL Grzesiak: 1-4                                   |
| Ion Monea            | -75kg (m)   | 5e        | 1ste ronde: vrij 2de ronde: W van KOR Kim: 5-0 kwartfinale: V van GER Schulz: 0-5                                                        |
| Gheorghe Negrea      | -81kg (m)   | 17e       | 1ste ronde: V van URS Kiselyov: 0-5 |
| Vasile Mariuțan      | +81kg (m)   | 5e        | 1ste ronde: W van BUL Pandov: 5-0 kwartfinale: V van ITA Ros: 0-5                                                                        |

### Gewichtheffen
| Olympiër     | Discipline | Resultaat | Prestatie                                                                         |
| ------------ | ---------- | --------- | --------------------------------------------------------------------------------- |
| Balaș Fitzi  | -60kg (m)  | DNF       | drukken: 4de met 115kg trekken: geen geldige poging                               |
| Lazăr Baroga | -90kg (m)  | 5e        | drukken: 6de met 145kg trekken: 5de met 135kg stoten: 2de met 180kg totaal: 460kg |

### Kanovaren
| Olympiër                                                   | Discipline    | Resultaat | Prestatie                                                                       |
| ---------------------------------------------------------- | ------------- | --------- | ------------------------------------------------------------------------------- |
| Andrei Igorov                                              | C-1 1000m (m) | Zilver    | serie 2: 2de in 4.39,57 finale: 2de in 4.37,89                                  |
| Igor Lipalit Achim Sidorov                                 | C-2 1000m (m) | 5e        | serie 2: 2de in 4.12,81 finale: 5de in 4.09,88                                  |
| Aurel Vernescu                                             | K-1 1000m (m) | Brons     | serie 2: 1ste in 4.02,06 halve finale 2: 1ste in 4.03,35 finale: 3de in 4.00,77 |
| Haralambie Ivanov Vasilie Nicoarǎ                          | K-2 1000m (m) | Brons     | serie 2: 1ste in 3.40,57 halve finale 2: 1ste in 3.49,02 finale: 4de in 3.41,12 |
| Simion Cuciuc Atanase Sciotnic Mihai Țurcaș Aurel Vernescu | K-4 1000m (m) | Brons     | serie 1: 1ste in 3.15,17 halve finale 1: 1ste in 3.24,22 finale: 3de in 3.15,51 |
|                                                            |               |           |                                                                                 |
| Hilde Lauer                                                | K-1 500m (v)  | Zilver    | serie 1: 1ste in 2.10,91 finale: 2de in 2.15,35                                 |
| Hilde Lauer Cornelia Sideri                                | K-2 500m (v)  | Brons     | serie 2: 2de in 1.57,69 finale: 3de in 2.00,25                                  |

### Roeien
| Olympiër                                                           | Discipline      | Resultaat | Prestatie                                                                     |
| ------------------------------------------------------------------ | --------------- | --------- | ----------------------------------------------------------------------------- |
| Gheorghe Riffelt Ionel Petrov Oprea Păunescu                       | twee-met (m)    | 10e       | serie 3: 2de in 8.02,34 herkansingen: 3de in 7.38,36 finale B: 4de in 7.35,74 |
| Ștefan Pongratz Ludovic Covaci-Borbely Carol Vereș Nichifor Tarara | vier-zonder (m) | 9e        | serie 1: 2de in 6.57,35 herkansingen: 2de in 6.30,37 finale B: 3de in 6.27,28 |

### Schermen
| Olympiër                                                                                     | Discipline      | Resultaat | Prestatie |
| -------------------------------------------------------------------------------------------- | --------------- | --------- | --- |
| Ștefan Haukler                                                                               | degen (m)       | 29e       | 1ste ronde groep 4: 1ste V van AUT Trost: 3-5 V van LIB Saykali: 4-5 W van ITA Saccaro: 5-4 V van POL Gonsior: 4-5 W van USA Anger: 5-2 W van IRI Zarnegar: 5-4 W van CAN Andru: 5-0 kwartfinale 5: 5de G van FRA Bourquard: 5-5 V van URS Kostava: 2-5 V van SWE Lindwall: 4-5 V van AUT Losert: 1-5 G van LIB Saykali: 5-5                                                                                    |
| Alexe Niçu                                                                                   | degen (m)       | DNS       | niet gestart |
| Attila Csipler                                                                               | floret (m)      | DNS       | niet gestart |
| Ion Drîmbă                                                                                   | floret (m)      | 9e        | 1ste ronde groep 6: 2de V van FRA Courtillat: 4-5 W van GBR Hoskyns: 5-3 W van IRL Ryan: 5-1 W van ARG Nannini: 5-3 W van IRI Zarnegar: 5-1 kwartfinale 1: 2de W van URS Sveshnikov: 5-1 V van POL Woyda: 4-5 V van ITA Curletto: 4-5 W van GBR Leckie: 5-1 W van HUN Gyuricza: 5-4 halve finale: W van IRI Madani: 10-4 V van AUT Losert: 6-10                                                                 |
| Iuliu Falb                                                                                   | floret (m)      | DNS       | niet gestart |
| Ștefan Haukler                                                                               | floret (m)      | 27e       | 1ste ronde groep 8: 1ste W van POL Woyda: 5-4 W van ITA La Ragione: 5-3 W van GER Gerresheim: 5-3 W van AUS McCowage: 5-3 W van COL Tamayo: 5-1 W van MAS Theseira: 5-0 kwartfinale 3: 5de V van RAU Kalyoubi: 3-5 V van AUT Losert: 2-5 W van ITA Granieri: 5-0 W van GER Schmitt: 5-2 V van URS Zhadanovich: 3-5 kwartfinale barrage: 2de V van RAU Kalyoubi: 3-5                                             |
| Ion Marinescu                                                                                | floret (m)      | DNS       | niet gestart |
| Tănase Mureșanu                                                                              | floret (m)      | 28e       | 1ste ronde groep 9: 1ste W van USA Axelrod: 5-4 W van URS Zhdanovich: 5-3 W van KOR Kim: 5-0 W van ARG Bisellach: 5-2 V van GER Schmitt: 2-5 kwartfinale 4: 5de V van GER Gerresheim: 3-5 V van FRA Revenu: 1-5 V van USA Cohen: 2-5 W van JPN Mano: 5-4 W van ITA La Ragione: 5-2 kwartfinale barrage: 3de V van USA Cohen: 1-5 V van JPN Mano: 3-5                                                            |
| Tănase Mureșanu Ion Drîmbă Iuliu Falb Ștefan Haukler Attila Csipler                          | floret team (m) | 6e        | 1ste ronde groep 1: 2de W van Frankrijk: 11-5 G van Verenigde Staten: 8-8 W van Argentinië: 9-0 kwartfinale: V van Polen: 2-9 |
| Attila Csipler                                                                               | sabel (m)       | DNS       | niet gestart |
| Ion Drîmbă                                                                                   | sabel (m)       | 18e       | 1ste ronde groep 1: 3de V van URS Rylsky: 4-5 W van ITA Chicca: 5-2 W van ARG González: 5-2 W van IRL Ryan: 5-2 V van COL Posada: 2-5 kwartfinale 2: 5de V van URS Mavlikhanov: 0-5 V van FRA Lefèvre: 4-5 V van POL Pawłowski: 1-5 V van GER Theuerkauff: 3-5 W van JPN Shibata: 5-1 W van GBR Leckie: 5-4 W van HUN Kovács: 5-3                                                                               |
| Iuliu Falb                                                                                   | sabel (m)       | DNS       | niet gestart |
| Tănase Mureșanu                                                                              | sabel (m)       | 9e        | 1ste ronde groep 8: 1ste W van URS Mavlikhanov: 5-3 W van HUN Pézsa: 5-3 W van ARG Lanteri: 5-0 W van CAN Andru: 5-3 W van AUS Tornallyay: 5-0 W van COL Posada: 5-4 kwartfinale 4: 4de V van HUN Bakonyi: 3-5 W van ITA Salvadori: 5-3 V van POL Ochyra: 4-5 V van USA Hamori: 4-5 W van GBR Cooperman: 5-1 W van COL Posada: 5-0 W van CUB Penabella: 5-4 halve finale: V van FRA Parent: 7-10                |
| Octavian Vintilă                                                                             | sabel (m)       | 29e       | 1ste ronde groep 2: 4de V van USA Hamori: 0-5 V van ITA Salvadori: 2-5 V van POL Pawłowski: 2-5 W van AHO Boutmy: 5-3 W van VIE The Loc: 5-1 W van MAS Theseira: 5-0 kwartfinale 1: 8ste V van URS Rylsky: 0-5 V van GER Wellmann: 0-5 V van HUN Pézsa: 3-5 V van ITA Calarese: 3-5 V van JPN Funamizu: 1-5 W van USA Keresztes: 5-1                                                                            |
| Attila Csipler Octavian Vintilă Tănase Mureșanu Ion Drîmbă Iuliu Falb                        | sabel team (m)  | 7e        | 1ste ronde groep 2: 2de W van Groot-Brittannië: 10-6 W van Australië: 9-3 kwartfinale: V van Frankrijk: 6-8 5-8ste plek: 3de V van Hongarije: 0-9 |
|                                                                                              |                 |           | |
| Ana Derşidan                                                                                 | floret (v)      | 9e        | 1ste ronde groep 2: 4de V van HUN Dömölky-Sákovics: 0-4 V van ITA Colombetti-Peroncini: 1-4 V van LUX Rossini: 3-4 W van JPN Yasui: 4-1 W van AUS Winter: 4-2 V van CAN Wiedel: 2-4 1ste ronde barrage: W van JPN Yasui: 4-1 kwartfinale 4: 2de V van URS Gorokhova: 2-4 W van ITA Masciotta: 4-1 W van GER Scherberger: 4-0 W van SWE Palm: 4-3 V van HUN Rejtő-Ujlaky: 1-4 halve finale: V van ITA Ragno: 4-8 |
| Ileana Gyulai                                                                                | floret (v)      | DNS       | niet gestart |
| Ecaterina Iencic                                                                             | floret (v)      | DNS       | niet gestart |
| Olga Orban-Szabo                                                                             | floret (v)      | 9e        | 1ste ronde groep 4: 2de V van URS Gorokhova: 2-4 W van GER Scherberger: 4-2 W van GBR Netherway: 4-1 W van JPN Takeuchi: 4-0 V van USA Romary: 2-4 kwartfinale 2: 1ste W van HUN Dömölky-Sákovics: 4-0 W van GER Mees: 4-0 W van LUX Rossini: 4-2 W van GBR Netherway: 4-1 V van URS Rastvorova: 2-4 halve finale: V van ITA Masciotta: 6-8                                                                     |
| Maria Vicol                                                                                  | floret (v)      | 29e       | 1ste ronde groep 3: 5de V van FRA Gamais: 1-4 V van HUN Juhász-Nagy: 2-4 V van JPN Owada: 3-4 W van SWE Palm: 4-3 W van USA Angell: 4-0 |
| Olga Orban-Szabo Ileana Gyulai Ana Derşidan Maria Vicol Ecaterina Iencic Georgeta Sachelarie | floret team (m) | 5e        | 1ste ronde groep 2: 2de V van Verenigde Staten: 10-5 kwartfinale: V van Sovjet-Unie: 4-9 5-6de plek: W van Frankrijk: 9-6 |

### Schietsport
| Olympiër        | Discipline                 | Resultaat | Prestatie                            |
| --------------- | -------------------------- | --------- | ------------------------------------ |
| Ion Olărescu    | 50m geweer 3 houdingen (m) | 7e        | 1144 punten: (393-391-360)           |
| Nicolae Rotaru  | 50m geweer 3 houdingen (m) | 20e       | 1132 punten: (395-386-351)           |
| Traian Cogut    | 50m geweer liggend (m)     | 8e        | 593 punten: (99-99-99-99-98-99)      |
| Nicolae Rotaru  | 50m geweer liggend (m)     | 5e        | 595 punten: (95-100-100-100-100-100) |
| Neagu Bratu     | 50m pistool (m)            | 19e       | 542 punten: (87-90-90-92-91-92)      |
| Gavril Maghiar  | 50m pistool (m)            | 22e       | 540 punten: (93-84-92-89-91-91)      |
| Marcel Roșca    | 25m snelvuurpistool (m)    | 6e        | 588 punten: (294-294)                |
| Ion Tripșa      | 25m snelvuurpistool (m)    | Zilver    | 591 punten: (295-296)                |
| Ion Dumitrescu  | trap (m)                   | 5e        | 193 punten                           |
| Gheorghe Enache | trap (m)                   | 33e       | 182 punten                           |

### Turnen
| Olympiër                                                                                            | Discipline               | Resultaat | Prestatie |
| --------------------------------------------------------------------------------------------------- | ------------------------ | --------- | --- |
| Anton Cadar                                                                                         | vloer (m)                | 54e       | kwalificatie: 54ste met 18,35 punten |
| Gheorghe Condovici                                                                                  | vloer (m)                | 92e       | kwalificatie: 92ste met 17,60 punten |
| Petre Miclăuș                                                                                       | vloer (m)                | 78e       | kwalificatie: 78ste met 17,95 punten |
| Friedrich Orendi                                                                                    | vloer (m)                | 60e       | kwalificatie: 60ste met 18,30 punten |
| Alexandru Szilaghi                                                                                  | vloer (m)                | 23e       | kwalificatie: 23ste met 18,75 punten |
| Gheorghe Tohăneanu                                                                                  | vloer (m)                | 46e       | kwalificatie: 46ste met 18,45 punten |
| Anton Cadar                                                                                         | sprong (m)               | 54e       | kwalificatie: 54ste met 18,75 punten |
| Gheorghe Condovici                                                                                  | sprong (m)               | 90e       | kwalificatie: 90ste met 18,50 punten |
| Petre Miclăuș                                                                                       | sprong (m)               | 69e       | kwalificatie: 69ste met 18,70 punten |
| Friedrich Orendi                                                                                    | sprong (m)               | 36e       | kwalificatie: 36ste met 18,90 punten |
| Alexandru Szilaghi                                                                                  | sprong (m)               | 48e       | kwalificatie: 48ste met 18,80 punten |
| Gheorghe Tohăneanu                                                                                  | sprong (m)               | 42e       | kwalificatie: 42ste met 18,85 punten |
| Anton Cadar                                                                                         | brug (m)                 | 30e       | kwalificatie: 30ste met 18,80 punten |
| Gheorghe Condovici                                                                                  | brug (m)                 | 87e       | kwalificatie: 87ste met 18,10 punten |
| Petre Miclăuș                                                                                       | brug (m)                 | 79e       | kwalificatie: 79ste met 18,20 punten |
| Friedrich Orendi                                                                                    | brug (m)                 | 30e       | kwalificatie: 30ste met 18,80 punten |
| Alexandru Szilaghi                                                                                  | brug (m)                 | 72e       | kwalificatie: 72ste met 18,30 punten |
| Gheorghe Tohăneanu                                                                                  | brug (m)                 | 45e       | kwalificatie: 45ste met 18,65 punten |
| Anton Cadar                                                                                         | rekstok (m)              | 60e       | kwalificatie: 60ste met 18,30 punten |
| Gheorghe Condovici                                                                                  | rekstok (m)              | 82e       | kwalificatie: 82ste met 17,65 punten |
| Petre Miclăuș                                                                                       | rekstok (m)              | 113e      | kwalificatie: 113de met 16,45 punten |
| Friedrich Orendi                                                                                    | rekstok (m)              | 18e       | kwalificatie: 18de met 18,95 punten |
| Alexandru Szilaghi                                                                                  | rekstok (m)              | 86e       | kwalificatie: 86ste met 17,55 punten |
| Gheorghe Tohăneanu                                                                                  | rekstok (m)              | 46e       | kwalificatie: 46ste met 18,55 punten |
| Anton Cadar                                                                                         | ringen (m)               | 31e       | kwalificatie: 31ste met 18,55 punten |
| Gheorghe Condovici                                                                                  | ringen (m)               | 89e       | kwalificatie: 89ste met 17,35 punten |
| Petre Miclăuș                                                                                       | ringen (m)               | 74e       | kwalificatie: 74ste met 17,75 punten |
| Friedrich Orendi                                                                                    | ringen (m)               | 65e       | kwalificatie: 65ste met 17,90 punten |
| Alexandru Szilaghi                                                                                  | ringen (m)               | 62e       | kwalificatie: 62ste met 17,95 punten |
| Gheorghe Tohăneanu                                                                                  | ringen (m)               | 56e       | kwalificatie: 56ste met 18,10 punten |
| Anton Cadar                                                                                         | paard voltige (m)        | 83e       | kwalificatie: 83ste met 18,70 punten |
| Gheorghe Condovici                                                                                  | paard voltige (m)        | 76e       | kwalificatie: 76ste met 17,95 punten |
| Petre Miclăuș                                                                                       | paard voltige (m)        | 69e       | kwalificatie: 69ste met 18,05 punten |
| Friedrich Orendi                                                                                    | paard voltige (m)        | 28e       | kwalificatie: 28ste met 18,55 punten |
| Alexandru Szilaghi                                                                                  | paard voltige (m)        | 83e       | kwalificatie: 83ste met 17,70 punten |
| Gheorghe Tohăneanu                                                                                  | paard voltige (m)        | 72e       | kwalificatie: 72ste met 18,00 punten |
| Anton Cadar                                                                                         | individuele meerkamp (m) | 51e       | 110,45 punten |
| Gheorghe Condovici                                                                                  | individuele meerkamp (m) | 86e       | 107,15 punten |
| Petre Miclăuș                                                                                       | individuele meerkamp (m) | 88e       | 107,10 punten |
| Friedrich Orendi                                                                                    | individuele meerkamp (m) | 31e       | 111,40 punten |
| Alexandru Szilaghi                                                                                  | individuele meerkamp (m) | 69e       | 109,05 punten |
| Gheorghe Tohăneanu                                                                                  | individuele meerkamp (m) | 45e       | 110,60 punten |
| Anton Cadar Gheorghe Condovici Petre Miclăuș Friedrich Orendi Alexandru Szilaghi Gheorghe Tohăneanu | meerkamp team (m)        | 12e       | vloer: 9de met 91,90 punten sprong: 11de met 94,00 punten brug: 11de met 92,80 punten rekstok: 13de met 91,00 punten ringen: 11de met 90,30 punten paard voltige: 13de met 90,65 punten totaal: 550,65 punten |
| |                          |           | |
| Elena Ceampelea                                                                                     | vloer (v)                | 50e       | kwalificatie: 50ste met 18,200 punten |
| Cristina Doboșan                                                                                    | vloer (v)                | 53e       | kwalificatie: 53ste met 18,133 punten |
| Atanasia Ionescu                                                                                    | vloer (v)                | 53e       | kwalificatie: 53ste met 18,133 punten |
| Sonia Iovan                                                                                         | vloer (v)                | 25e       | kwalificatie: 25ste met 18,666 punten |
| Emilia Lită                                                                                         | vloer (v)                | 47e       | kwalificatie: 47ste met 18,332 punten |
| Elena Popescu                                                                                       | vloer (v)                | 18e       | kwalificatie: 18de met 18,833 punten |
| Elena Ceampelea                                                                                     | sprong (v)               | 30e       | kwalificatie: 30ste met 18,666 punten |
| Cristina Doboșan                                                                                    | sprong (v)               | 40e       | kwalificatie: 40ste met 18,532 punten |
| Atanasia Ionescu                                                                                    | sprong (v)               | 42e       | kwalificatie: 42ste met 18,500 punten |
| Sonia Iovan                                                                                         | sprong (v)               | 16e       | kwalificatie: 16de met 18,899 punten |
| Emilia Lită                                                                                         | sprong (v)               | 71e       | kwalificatie: 71ste met 17,632 punten |
| Elena Popescu                                                                                       | sprong (v)               | 33e       | kwalificatie: 33ste met 18,632 punten |
| Elena Ceampelea                                                                                     | brug (v)                 | 37e       | kwalificatie: 37ste met 18,399 punten |
| Cristina Doboșan                                                                                    | brug (v)                 | 35e       | kwalificatie: 35ste met 18,432 punten |
| Atanasia Ionescu                                                                                    | brug (v)                 | 27e       | kwalificatie: 27ste met 18,599 punten |
| Sonia Iovan                                                                                         | brug (v)                 | 8e        | kwalificatie: 8ste met 18,966 punten |
| Emilia Lită                                                                                         | brug (v)                 | 27e       | kwalificatie: 27ste met 18,599 punten |
| Elena Popescu                                                                                       | brug (v)                 | 16e       | kwalificatie: 16de met 18,766 punten |
| Elena Ceampelea                                                                                     | balk (v)                 | 31e       | kwalificatie: 31ste met 18,566 punten |
| Cristina Doboșan                                                                                    | balk (v)                 | 72e       | kwalificatie: 72ste met 17,400 punten |
| Atanasia Ionescu                                                                                    | balk (v)                 | 35e       | kwalificatie: 35ste met 18,466 punten |
| Sonia Iovan                                                                                         | balk (v)                 | 14e       | kwalificatie: 14de met 18,866 punten |
| Emilia Lită                                                                                         | balk (v)                 | 39e       | kwalificatie: 39ste met 18,432 punten |
| Elena Popescu                                                                                       | balk (v)                 | 11e       | kwalificatie: 11de met 18,899 punten |
| Elena Ceampelea                                                                                     | individuele meerkamp (v) | 37e       | 73,831 punten |
| Cristina Doboșan                                                                                    | individuele meerkamp (v) | 54e       | 72,497 punten |
| Atanasia Ionescu                                                                                    | individuele meerkamp (v) | 41e       | 73,698 punten |
| Sonia Iovan                                                                                         | individuele meerkamp (v) | 14e       | 75,397 punten |
| Emilia Lită                                                                                         | individuele meerkamp (v) | 48e       | 72,995 punten |
| Elena Popescu                                                                                       | individuele meerkamp (v) | 20e       | 75,130 punten |
| Elena Ceampelea Cristina Doboșan Atanasia Ionescu Sonia Iovan Emilia Lită Elena Popescu             | meerkamp team (v)        | 6e        | vloer: 8ste met 92,164 punten sprong: 6de met 93,229 punten brug: 6de met 93,362 punten balk: 6de met 93,229 punten totaal: 371,984 punten                                                                    |

### Voetbal
| Olympiër | Discipline | Resultaat | Prestatie                                                                                             |
| --- | ---------- | --------- | --- |
| Bujor Hălmăgeanu Carol Creiniceanu Constantin Koszka Cornel Pavlovici Dan Coe Dumitru Ivan Emerich Jenei Emil Petru Gheorghe Constantin Ilie Datcu Ilie Greavu Ion Ionescu Ion Nunweiller Marin Andrei Mircea Petrescu Nicolae Georgescu Sorin Avram Ion Pîrcălab | mannen     | 5e        | groep A: 2de W van Mexico: 3-1 G van Duitsland: 1-1 W van Iran: 1-0 kwartfinale: V van Hongarije: 0-2 |

| Groep A |           |             |             |             |             |            |            |            |        |
| #       | Land      | Wedstrijden | Wedstrijden | Wedstrijden | Wedstrijden | Doelpunten | Doelpunten | Doelpunten | Punten |
| #       | Land      | G           | W           | G           | V           | V          | T          | Saldo      | Punten |
| 1       | Duitsland | 3           | 2           | 1           | 0           | 7          | 1          | +6         | 5      |
| 2       | Roemenië  | 3           | 2           | 1           | 0           | 5          | 2          | +3         | 5      |
| 3       | Mexico    | 3           | 0           | 1           | 2           | 2          | 6          | -4         | 1      |
| 4       | Iran      | 3           | 0           | 1           | 2           | 1          | 6          | –5         | 1      |

| Ronde       | Datum   | Plaats    | Land | Score     | Land |
| ----------- | ------- | --------- | ---- | --------- | ---- |
| Groepsfase  |         |           |      |           |      |
| 11 oktober  | Saitama | Roemenië  | 3-1  | Mexico    |      |
| 13 oktober  | Tokio   | Duitsland | 1-1  | Roemenië  |      |
| 15 oktober  | Saitama | Roemenië  | 1-0  | Iran      |      |
| Kwartfinale |         |           |      |           |      |
| 18 oktober  | Tokio   | Roemenië  | 0-2  | Hongarije |      |

### Volleybal

#### Mannen
| Olympiër | Discipline | Resultaat | Prestatie |
| --- | ---------- | --------- | --- |
| Gheorghe Fieraru Horatiu Nicolau Aurel Dragan Iuli Szocs William Schreiber Mihai Grigorovici Davila Plocon Nicolae Barbuta Eduard Derzsi Mihai Chezan Constantin Ganciu Mihai Coste | mannen     | 4e        | groepsfase: 4de V van Sovjet-Unie: 0-3 (8-15, 10-15, 9-15) W van Brazilië: 3-0 (15-6, 15-5, 15-5) W van Bulgarije: 3-2 (15-6, 11-15, 5-15, 15-13, 15-8) W van Nederland: 3-0 (15-9, 15-6, 15-13) W van Zuid-Korea: 3-2 (15-9, 14-16, 8-15, 15-9, 15-9) W van Hongarije: 3-1 (15-6, 12-15, 15-10, 16-14) V van Tsjecho-Slowakije: 1-3 (11-15, 15-7, 12-15, 12-15) V van Japan: 0-3 (6-15, 9-15, 8-15) W van Verenigde Staten: 3-1 (11-15, 15-9, 15-11, 15-13) |

| Groepsfase |                   |             |             |             |             |             |             |        |        |        |        |
| #          | Land              | Wedstrijden | Wedstrijden | Wedstrijden | Wedstrijden | Wedstrijden | Wedstrijden | Punten | Punten | Punten | Punten |
| #          | Land              | G           | W           | V           | SW          | SV          | SR          | SPW    | SPL    | Saldo  | Punten |
| 1          | Sovjet-Unie       | 9           | 8           | 1           | 25          | 5           | +20         | 415    | 279    | +136   | 17     |
| 2          | Tsjecho-Slowakije | 9           | 8           | 1           | 26          | 10          | +16         | 486    | 399    | +87    | 17     |
| 3          | Japan             | 9           | 7           | 2           | 22          | 12          | +10         | 475    | 372    | +105   | 16     |
| 4          | Roemenië          | 9           | 6           | 3           | 19          | 15          | +4          | 432    | 394    | +38    | 15     |
| 5          | Bulgarije         | 9           | 5           | 4           | 20          | 16          | +4          | 464    | 429    | +35    | 14     |
| 6          | Hongarije         | 9           | 4           | 5           | 18          | 18          | 0           | 449    | 466    | -17    | 13     |
| 7          | Brazilië          | 9           | 3           | 6           | 13          | 23          | -10         | 410    | 474    | -64    | 12     |
| 8          | Nederland         | 9           | 2           | 7           | 11          | 24          | -13         | 378    | 482    | -104   | 11     |
| 9          | Verenigde Staten  | 9           | 2           | 7           | 10          | 23          | -13         | 360    | 450    | -90    | 11     |
| 10         | Zuid-Korea        | 9           | 0           | 9           | 9           | 27          | -16         | 376    | 500    | -124   | 9      |

| Ronde      | Datum | Plaats            | Land | Score            | Land |
| ---------- | ----- | ----------------- | ---- | ---------------- | ---- |
| Groepsfase |       |                   |      |                  |      |
| 13 oktober | Tokio | Sovjet-Unie       | 3-0  | Roemenië         |      |
| 14 oktober | Tokio | Roemenië          | 3-0  | Brazilië         |      |
| 15 oktober | Tokio | Roemenië          | 3-2  | Bulgarije        |      |
| 17 oktober | Tokio | Roemenië          | 3-0  | Nederland        |      |
| 18 oktober | Tokio | Roemenië          | 3-2  | Zuid-Korea       |      |
| 19 oktober | Tokio | Roemenië          | 3-1  | Hongarije        |      |
| 21 oktober | Tokio | Tsjecho-Slowakije | 3-1  | Roemenië         |      |
| 22 oktober | Tokio | Japan             | 3-0  | Roemenië         |      |
| 23 oktober | Tokio | Roemenië          | 3-1  | Verenigde Staten |      |

#### Vrouwen
| Olympiër | Discipline | Resultaat | Prestatie |
| --- | ---------- | --------- | --- |
| Ana Mocan Cornelia Lazeanu Natalia Todorovschi Doina Ivanescu Doina Rodica Popescu Sonia Colceru Lia Vanea Alexandrina Chezan Ileana Enculescu Elisabeta Golosie Marina Stanca | mannen     | 4e        | groepsfase: 4de V van Sovjet-Unie: 0-3 (5-15, 6-15, 0-15) V van Japan: 0-3 (7-15, 3-15, 8-15) W van Verenigde Staten: 3-0 (15-9, 15-1, 15-2) W van Zuid-Korea: 3-0 (15-10, 15-9, 15-6) V van Polen: 0-3 (7-15, 6-15, 8-15) |

| Groepsfase |                  |             |             |             |             |             |             |        |        |        |        |
| #          | Land             | Wedstrijden | Wedstrijden | Wedstrijden | Wedstrijden | Wedstrijden | Wedstrijden | Punten | Punten | Punten | Punten |
| #          | Land             | G           | W           | V           | SW          | SV          | SR          | SPW    | SPL    | Saldo  | Punten |
| 1          | Japan            | 5           | 5           | 0           | 15          | 1           | +14         | 238    | 93     | +145   | 10     |
| 2          | Sovjet-Unie      | 5           | 4           | 1           | 12          | 3           | +9          | 212    | 97     | +115   | 8      |
| 3          | Polen            | 5           | 3           | 2           | 10          | 6           | +4          | 180    | 162    | +18    | 6      |
| 4          | Roemenië         | 5           | 2           | 3           | 6           | 9           | -3          | 140    | 172    | -32    | 4      |
| 5          | Verenigde Staten | 5           | 1           | 4           | 3           | 12          | -9          | 98     | 213    | -115   | 2      |
| 6          | Zuid-Korea       | 5           | 0           | 5           | 0           | 15          | -15         | 94     | 225    | -131   | 0      |

| Ronde      | Datum | Plaats   | Land | Score            | Land |
| ---------- | ----- | -------- | ---- | ---------------- | ---- |
| Groepsfase |       |          |      |                  |      |
| 11 oktober | Tokio | Roemenië | 0-3  | Sovjet-Unie      |      |
| 12 oktober | Tokio | Roemenië | 0-3  | Japan            |      |
| 13 oktober | Tokio | Roemenië | 3-0  | Verenigde Staten |      |
| 19 oktober | Tokio | Roemenië | 3-0  | Zuid-Korea       |      |
| 2 oktober  | Tokio | Roemenië | 0-3  | Polen            |      |

### Waterpolo
| Olympiër | Discipline | Resultaat | Prestatie |
| --- | ---------- | --------- | --- |
| Mircea Ștefănescu Anatolie Grințescu Aurel Zahan Alexandru Szabó Ștefan Kroner Cornel Mărculescu Nicolae Firoiu Gruia Novac Iosif Kuliniac Cosma Liță Emil Mureșanu | mannen     | 5e        | groep A: 2de V van Italië: 3-4 W van Japan: 9-4 halve finale A/B: 3de W van Duits eenheidsteam: 5-4 G van Sovjet-Unie: 2-2 5-8ste plek: 1ste W van Nederland: 6-1 V van België: 3-5 |

| Groep A |          |             |             |             |             |        |        |        |        |
| #       | Land     | Wedstrijden | Wedstrijden | Wedstrijden | Wedstrijden | Punten | Punten | Punten | Punten |
| #       | Land     | G           | W           | G           | V           | V      | T      | Saldo  | Punten |
| 1       | Italië   | 2           | 2           | 0           | 0           | 9      | 6      | +3     | 4      |
| 2       | Roemenië | 2           | 1           | 0           | 1           | 12     | 8      | +4     | 2      |
| 3       | Japan    | 2           | 0           | 0           | 2           | 7      | 14     | -7     | 0      |

| Ronde      | Datum | Plaats | Land | Score    | Land |
| ---------- | ----- | ------ | ---- | -------- | ---- |
| Groepsfase |       |        |      |          |      |
| 11 oktober | Tokio | Italië | 4-3  | Roemenië |      |
| 13 oktober | Tokio | Japan  | 4-9  | Roemenië |      |

| Groep halve finale A/B |                    |             |             |             |             |        |        |        |        |
| #                      | Land               | Wedstrijden | Wedstrijden | Wedstrijden | Wedstrijden | Punten | Punten | Punten | Punten |
| #                      | Land               | G           | W           | G           | V           | V      | T      | Saldo  | Punten |
| 1                      | Sovjet-Unie        | 3           | 2           | 1           | 0           | 7      | 4      | +3     | 5      |
| 2                      | Italië             | 3           | 2           | 0           | 1           | 6      | 6      | 0      | 4      |
| 3                      | Roemenië           | 3           | 1           | 1           | 1           | 10     | 10     | 0      | 3      |
| 3                      | Duits eenheidsteam | 3           | 0           | 0           | 3           | 7      | 10     | -3     | 0      |

| Ronde        | Datum | Plaats      | Land | Score              | Land |
| ------------ | ----- | ----------- | ---- | ------------------ | ---- |
| Halve finale |       |             |      |                    |      |
| 14 oktober   | Tokio | Roemenië    | 5-4  | Duits eenheidsteam |      |
| 15 oktober   | Tokio | Sovjet-Unie | 2-2  | Roemenië           |      |

| 5-8e plaats |           |             |             |             |             |            |            |            |        |
| #           | Land      | Wedstrijden | Wedstrijden | Wedstrijden | Wedstrijden | Doelpunten | Doelpunten | Doelpunten | Punten |
| #           | Land      | G           | W           | G           | V           | V          | T          | Saldo      | Punten |
| 1           | Roemenië  | 3           | 2           | 0           | 1           | 14         | 10         | +4         | 4      |
| 2           | Duitsland | 3           | 2           | 0           | 1           | 14         | 12         | +2         | 4      |
| 3           | België    | 3           | 1           | 0           | 2           | 13         | 15         | -2         | 2      |
| 4           | Nederland | 3           | 1           | 0           | 2           | 12         | 16         | -4         | 2      |

| Ronde       | Datum | Plaats   | Land | Score     | Land |
| ----------- | ----- | -------- | ---- | --------- | ---- |
| 5-8ste plek |       |          |      |           |      |
| 17 oktober  | Tokio | Roemenië | 6-1  | Nederland |      |
| 18 oktober  | Tokio | Roemenië | 3-5  | België    |      |

### Wielersport
| Olympiër                                                     | Discipline         | Resultaat | Prestatie      |
| ------------------------------------------------------------ | ------------------ | --------- | -------------- |
| Gheorghe Badara                                              | wegwedstrijd (m)   | DNF       | niet gefinisht |
| Constantin Ciocan                                            | wegwedstrijd (m)   | 56e       | 4:39.51,79     |
| Ion Cosma                                                    | wegwedstrijd (m)   | 57e       | 4:39.51,79     |
| Gabriel Moiceanu                                             | wegwedstrijd (m)   | 55e       | 4:39.51,79     |
| Gheorghe Badara Constantin Ciocan Ion Cosma Gabriel Moiceanu | ploegentijdrit (m) | 9e        | 2:31.22,96     |

### Worstelen
| Olympiër           | Discipline  | Resultaat   | Prestatie |
| Vrije stijl        | Vrije stijl | Vrije stijl | Vrije stijl |
| ------------------ | ----------- | ----------- | --- |
| Gheorghe Țarălungă | -52kg (m)   | 16e         | 1ste ronde: V van URS Aliyev: beslissing 2de ronde: V van BUL Malov: val |
| Ștefan Tampa       | -78kg (m)   | 16e         | 1ste ronde: V van JPN Watanabe: beslissing 2de ronde: V van GER Heinze: beslissing |
| Francisc Balla     | -97kg (m)   | 16e         | 1ste ronde: V van URS Miadved: val 2de ronde: G van USA Conine |
| Ștefan Stîngu      | +97kg (m)   | 6e          | 1ste ronde: G van TCH Kubát 2de ronde: W van IND Andhalkar: val 3de ronde: V van BUL Ahmedov: beslissing 4de ronde: V van URS Ivanitsky: beslissing                                                                                           |
| Grieks-Romeins     |             |             | |
| Dumitru Pîrvulescu | -52kg (m)   | Brons       | 1ste ronde: W van DEN Jensen: beslissing 2de ronde: W van MEX del Rio: val 3de ronde: W van GER Lacour: beslissing 4de ronde: vrij 5de ronde: V van BUL Kerezov: beslissing 6de ronde: V van JPN Hanahara: val                                |
| Ion Cernea         | -57kg (m)   | Brons       | 1ste ronde: G van HUN Varga 2de ronde: W van POL Knitter: beslissing 3de ronde: W van TCH Švec: beslissing 4de ronde: W van TUR Beşergil: beslissing 5de ronde: V van URS Trostyansky: beslissing                                             |
| Marin Bolocan      | -63kg (m)   | 11e         | 1ste ronde: V van SWE Olsson: beslissing 2de ronde: W van AFG Aka Sayed: val 3de ronde: G van IRI Mir Malek 4de ronde: V van RAU Hamid: beslissing                                                                                            |
| Valeriu Bularcă    | -70kg (m)   | Zilver      | 1ste ronde: G van FIN Tapio 2de ronde: W van KOR Ik-Jong: beslissing 3de ronde: W van USA Burke: fout 4de ronde: W van SWE Johnsson: beslissing 5de ronde: G van TUR Ayvaz 6de ronde: W van URS Ayvaz: beslissing 7de ronde: G van JPN Fujita |
| Ion Țăranu         | -78kg (m)   | 5e          | 1ste ronde: W van BUL Petkov: beslissing 2de ronde: G van URS Kolesov 3de ronde: G van FIN Laakso 4de ronde: W van IRI Zoghian: beslissing |
| Gheorghe Popovici  | -87kg (m)   | 10e         | 1ste ronde: G van URS Olerik 2de ronde: V van GER Metz: beslissing 3de ronde: W van USA Baughman: beslissing |
| Nicolae Martinescu | -97kg (m)   | 4e          | 1ste ronde: G van POL Sosnowski: beslissing 2de ronde: W van ITA Bulgarelli: beslissing 3de ronde: W van TUR Yılmaz: beslissing 4de ronde: W van AUT Wiesberger, Jr.: beslissing 5de ronde: V van BUL Radev: beslissing                       |
| Ștefan Stîngu      | +97kg (m)   | 10e         | 1ste ronde: G van BUL Kasabov 2de ronde: V van SWE Svensson: beslissing 3de ronde: V van URS Roshchin: val |

Afghanistan · Algerije · Argentinië · Australië · Bahama's · België · Bermuda · Birma · Bolivia · Brazilië · Brits-Guiana · Bulgarije · Cambodja · Canada · Ceylon · Chili · Colombia · Congo-Brazzaville · Costa Rica · Cuba · Denemarken · Dominicaanse Republiek · Duits eenheidsteam · Ethiopië · Filipijnen · Finland · Frankrijk · Ghana · Griekenland · Groot-Brittannië · Hongarije · Hongkong · Ierland · IJsland · India · Irak · Iran · Israël · Italië · Ivoorkust · Jamaica · Japan · Joegoslavië · Kameroen · Kenia · Libanon · Liberia · Libië · Liechtenstein · Luxemburg · Madagaskar · Maleisië · Mali · Marokko · Mexico · Monaco · Mongolië · Nederland · Nederlandse Antillen · Nepal · Nieuw-Zeeland · Niger · Nigeria · Noord-Rhodesië · Noorwegen · Oeganda · Oostenrijk · Pakistan · Panama · Peru · Polen · Portugal · Puerto Rico · Roemenië · Senegal · Sovjet-Unie · Spanje · Taiwan · Tanganyika · Thailand · Trinidad en Tobago · Tsjaad · Tsjecho-Slowakije · Tunesië · Turkije · Uruguay · Venezuela · Verenigde Arabische Republiek · Verenigde Staten · Vietnam · Zuid-Korea · Zuid-Rhodesië · Zweden · Zwitserland